# 兩西西里的瑪麗亞·安東妮亞
兩西西里的瑪麗亞·安東妮亞（義大利語：Maria Antonia di Borbone-Due Sicilie，1814年12月19日—1898年11月7日），托斯卡納大公夫人，兩西西里國王法蘭西斯科一世的第四女。

## 家庭
1833年，瑪麗亞·安東妮亞與托斯卡納大公利奧波多二世結婚。利奧波多的母親是瑪麗亞·安東妮亞的姑姑，因此兩人是表兄妹。兩人共有4子3女：
1. 瑪麗亞·伊莎貝拉（1834年—1901年），特拉帕尼伯爵夫人
2. 費迪南多四世（1835年—1908年），托斯卡納大公
3. 瑪麗亞·克里斯蒂娜（1838年—1849年），早逝
4. 卡爾·薩爾瓦多（1839年—1892年）
5. 瑪麗亞·路易莎（1845年—1917年）
6. 路德維希·薩爾瓦多（1847年—1915年）
7. 約翰·薩爾瓦多（1852年—1911年）